# Thimbleweed Park
Thimbleweed Park är ett peka-och-klicka-äventyrsspel av Ron Gilbert och Gary Winnick, för Microsoft Windows, OS X och Linux. Spelet är en andlig uppföljare till Gilberts och Winnicks tidigare spel Maniac Mansion och The Secret of Monkey Island.